# Frederic John Walker
Frederic John Walker (Plymouth, 3 giugno 1896 – Inghilterra, 9 luglio 1944) è stato un militare britannico.
Prestò servizio come capitano di corvetta nella Royal Navy durante la seconda guerra mondiale.
Come cadetto iniziò nel 1913, e 26 anni dopo si ritrovò con il comando di capitano di fregata, specializzato nella lotta antisommergibili. Non aveva molte possibilità di carriera, e solo lo scoppio della seconda guerra mondiale cambiò le cose in maniera definitiva.
Però non subito: nei primi 2 anni di guerra, mentre i sommergibili tedeschi mandavano a picco oltre 4 milioni di tonnellate di naviglio mercantile, venne relegato
a compiti di servizio a terra. Solo dopo molte insistenze ottenne il comando del 36º gruppo antisommergibile, costituito da 9 corvette, 7 delle quali del modesto tipo Flower. Questo gruppo era basato a Liverpool, ed iniziò le operazioni nell'autunno 1941, con Walker al comando della Stork.
Il primo convoglio scortato era l'HG76, da Gibilterra, alla fine di quell'anno. Negli eventi che seguirono, Walker e il suo gruppo di navi si fece valere, anche se non senza perdite. Nel convoglio vi era anche la portaerei di scorta Audacity, che dimostrò la sua utilità allorché uno degli aerei imbarcati avvistò un U-Boot a 32 km di distanza. Walker si precipitò nella zona con 5 navi e riuscì ad affondarlo. Poi ne distaccò altre 2 su di un altro contatto, e anche queste ottennero il successo, affondando il sommergibile tedesco. Ma una di loro venne affondata a sua volta da un terzo U-Boot. Walker non si scoraggiò e in questa partita giocata tutta al raddoppio, si fece sotto di persona, costringendo il terzo tedesco ad emergere a forza di cariche di profondità e alla fine lo speronò, perché troppo vicino per i cannoni.
La battaglia non era però finita, perché sebbene l'Audacity non potesse far operare gli aerei di notte, e dovesse essere protetta dallo schermo di unità di scorta, ad un certo punto, il 19 dicembre, si venne a trovare al di fuori di questo, venendo prontamente silurata. Nonostante queste perdite, oltre a 2 mercantili, la distruzione totale di 5 U-Boot venne considerata positiva dall'ammiragliato.
Nel giugno del 1942 Walker continuò nella pratica di distaccare navi per dare la caccia a sommergibili localizzati anche a notevole distanza, ma mentre 2 di questi erano impegnati ad inseguire un contatto, 3 U-Boot attaccarono e distrussero 5 delle navi del convoglio HG84. Malgrado questo, l'ammiragliato ritenne che Walker fosse stato all'altezza della situazione.
All'inizio del 1943 ebbe il comando del 2º gruppo di supporto, formato da 5 corvette classe Black Swan, che avrebbe avuto il compito di operare in maniera aggressiva e libera dai vincoli della scorta ai convogli. Era l'ideale per Walker, che trasferì gran parte dell'equipaggio della Stork sulla nuova ammiraglia, la Starling.
I risultati non potevano che essere notevoli, con l'esperienza e il carisma di Walker, e la capacità offensiva del suo gruppo di caccia.
Il 9 febbraio per esempio, distrussero 3 sommergibili. Uno di quelli distrutti in precedenza venne speronato dalla Starling, che ebbe la distruzione delle apparecchiature di scoperta subacquee a causa dell'impatto, così l'ammiraglio dovette cambiare nave.
Alla fine del periodo di attività, durato tra il 1943 e il luglio 1944, il 2nd Support Group aveva affondato ben 16 sommergibili tedeschi, testimoniando - e contribuendovi - sulla loro decadenza in termini di risultati operativi. In conto perdite, va ricordata la Woodpecker, affondata da un siluro autocercante.
Walker era però fisicamente provato. Aveva lavorato tantissimo durante lo sbarco in Normandia, comandando 40 navi antisommergibile, passando notti intere in plancia, al freddo e all'umidità, con la responsabilità di coordinare decine di navi, e resistendo anche più dei suoi più giovani subordinati. Sbarcato a Liverpool il 7 luglio per una meritatissima licenza, ancorché tardiva, insignito della DSO, decorazione per eccezionali meriti di servizio, morì per un'apoplessia appena dopo 2 giorni. Aveva solo 48 anni.